# Lucien Sicotte
Lucien Sicotte (* 22. September 1902 in Montreal; † 23. September 1943 ebenda) war ein kanadischer Violinist und Musikpädagoge.

## Leben
Sicotte studierte Violine bei Émile Taranto, Alfred De Sève und Maurice Onderet und Musiktheorie bei Oscar O’Brien und Claude Champagne. Bei der Gründung der Société des concerts symphoniques de Montréal (später: Montreal Symphony Orchestra) 1934 wurde er Assistent des Konzertmeisters Albert Chamberland, mit dem er im Folgejahr Bachs Konzert in d-Moll für zwei Violinen und Orchester aufführte. 1938 spielte er Beethovens Violinkonzert unter Ernest MacMillan.
Von 1922 bis 1936 war Sicotte Mitglied des Dubois String Quartet. 1934 gründete er das Montreal String Quartet, in dem er die erste Violine spielte. Daneben trat er in Konzerten und Rundfunksendungen als Solist auf. 1936 nahm er Unterricht bei Louis Persinger in New York, im Folgejahr bei Alfred Dubois in Brüssel. Den Besuch einer Meisterklasse bei George Enescu 1939 musste er mit Beginn des Zweiten Weltkriegs abbrechen.
Nach seiner Rückkehr nach Kanada wirkte er weiter als Violinsolist und Kammermusiker und unterrichtete am Konservatorium von Montreal. Zu seinen Schülern zählten Gilles Baillargeon und Jean Vallerand. Jean Papineau-Couture widmete seine Sonata in G (1944) dem Gedenken Sicottes.